# Luke Moore
Luke Isaac Moore (ur. 13 lutego 1986 roku w Birmingham) – angielski piłkarz występujący na pozycji napastnika w CD Chivas USA.
Zaliczył pięć występów w reprezentacji Anglii U-21, w której zadebiutował w roku 2005.